# Derrick: Paddenberg
Paddenberg ist der Titel der neunten Episode der Krimiserie Derrick mit Horst Tappert in der Titelrolle und Fritz Wepper als Inspektor Harry Klein.

## Handlung
Während einer Vorbeifahrt mit der Straßenbahn erkennt der gutmütige, relativ erfolglose Grafiker Robert Hofer den ihm aus der gemeinsamen Zeit im Kriegsgefangenenlager Bad Aibling bekannten Alfons Goldinger, als dieser vor dem Hotel Vier Jahreszeiten aus seinem Wagen steigt. Auf Nachfragen hin stellt sich heraus, dass es sich in Wirklichkeit um den Unternehmer Oswald Paddenberg handelt. Um seine ehemals verschleierte Identität weiterhin geheim halten zu können, bittet dieser den naiven Hofer, das Hotel zu verlassen und verspricht, sich kurze Zeit später mit ihm zu treffen. Hofer befolgt die Bitte, telefoniert jedoch zunächst mit seiner Frau und erzählt ihr von dem überraschenden Treffen mit Goldinger beziehungsweise Paddenberg. Kurze Zeit später holt dieser ihn mit seinem markanten Jaguar XJ mit dem amtlichen Kennzeichen M – OP 1 ab und verlässt mit ihm die Stadt. Nachdem er sich von Hofer hat versichern lassen, dass außer diesem niemand von seinem Doppelleben erfahren habe, erschießt er ihn auf einem Waldweg im Forstenrieder Park.
Nachdem die Leiche am Abend gefunden wurde, suchen Derrick und Klein die Ehefrau Irene Hofer auf und informieren sie. Sie wirkt gefasst und berichtet zwar von dem Telefonat mit ihrem Mann am Mittag, erwähnt jedoch nichts von dessen geplantem Treffen mit Paddenberg. Die Mutter des Toten ist verzweifelt und erzählt den Kommissaren von dem angeblich schlechten Zustand der Ehe ihres Sohnes. Später ruft Irene Hofer zunächst anonym bei Paddenberg an, wodurch dieser erfährt, dass zumindest noch eine weitere Person von seiner zweiten Identität Kenntnis hat. Sie treffen sich auf ihre Bitte hin in einem Restaurant, wo sie berichtet, dass ihr Mann stets hochachtungsvoll über ihn geredet habe. Sie konfrontiert ihn zudem mit ihren Vermutungen, die vollumfänglich zutreffen und bringt ihn dadurch in eine erneute Zwangslage. Mit der Straßenbahn fährt sie anschließend nach Hause. Paddenberg legt diesen Weg mit seinem Wagen schneller zurück und erwartet sie bereits dort. Er wundert sich, dass sie die Polizei nicht bereits informiert hat und bietet ihr Geld für ihr Schweigen. Als Derrick unerwartet eintrifft, stellt sie ihm Paddenberg zwar vor, verrät ihn jedoch nicht. Der Kommissar hält ihn zunächst für ihren Liebhaber und hinterfragt dies später in seinem Büro gemeinsam mit seinem Kollegen Klein.
Irene Hofer taucht am Abend auf einem Empfang bei Paddenberg zu Hause auf, um ihn weiter unter Druck zu setzen. Er bietet ihr Schweigegeld in Höhe von 500.000 DM an. Sie zögert ihre Entscheidung hinaus und verlässt das Haus, wo sie von Derrick überrascht wird. Als dieser sie im Anschluss an eine Unterhaltung zu Hause absetzt, ist Paddenberg erneut bereits dort. Derrick bemerkt dies kurz darauf, als er dessen in der Nähe geparkten markanten Wagen erkennt. Er läuft daraufhin eilig in die Wohnung der Hofers, wo Paddenberg verzweifelt auf einem Stuhl sitzt. Irene Hofer berichtet, dass er ihr soeben 1.000.000 DM für ihr Schweigen geboten habe und dass es sich bei ihm sowohl um den Mörder ihres Mannes als auch um den Mann handelt, der unter dem Pseudonym Alfons Goldinger einst im Kriegsgefangenenlager einen amerikanischen Soldaten getötet hat.

## Hintergrund
Der Täter ist dem Zuschauer von Anfang an bekannt. Dieses Prinzip der invertierten Detektivgeschichte war während der ersten Staffel der Serie üblich.